# آماس گوش درونی
آماس گوش درونی، پیچال‌آماس یا پیچالِ تَبسی (به انگلیسی: Labyrinthitis) یا لابیرَنتیت (به فرانسوی: Labyrinthite) نوعی اختلال مزمن در گوش درونی است که باعث ایجاد ناراحتی و تورم در گوش درونی می‌شود. نام این بیماری از دهلیز مارپیچی‌شکل گوش درونی گرفته شده‌است. پیچالِ تَبسی می‌تواند مشکلاتی مانند عدم تعادل، گیجی، سرگیجه، کاهش شنوایی و سوت کشیدن گوش را سبب شود.
این بیماری اغلب توسط ویروس ایجاد می‌شود، اما عوامل دیگری مانند عفونت ناشی از باکتری، آسیب به سر، استرس شدید و حساسیت (آلرژی) در برابر بعضی از داروها می‌تواند ایجادکنندهٔ آن باشد. پیچالِ تَبسیِ ویروسی و باکتریایی حتی می‌تواند موجب از دست دادن همیشگی شنوایی گردد. این بیماری اغلب به دنبال عفونت در مجرای تنفسی به‌وجود می‌آید.

## علایم
از اصلی‌ترین علایم لابیرَنتیت، سرگیجه یا احساس گیجیِ شدید است. دستگاه دهلیزی از مواد حساسی تشکیل شده که شامل سه مجرای نیم‌دایره‌ای است و وظیفهٔ اصلی آن دریافت حرکات چرخشی است و «سنگ گوش» هم وظیفهٔ دریافت حرکات مستقیم را برعهده دارد.

## علایم اصلی بیماری
- احساس گیجی
- احساس سرگیجه
- احساس شناور بودن و تکان‌خوردن از درون
- حساسیت به حرکت و تشدید گیجی با تکان‌دادن سر
- تهوع
- کاهش شنوایی
- حرکت غیرارادی چشم
- تاری دید
- عدم تعادل
- سوت‌کشیدن گوش
- خستگی و بی‌رمقی
- احساس بیماری
- تشویش و استرس
- خشکی و درد گردن

## درمان
درصورتی‌که عامل بیماری توسط باکتری ایجاد شده باشد، از آنتی‌بیوتیک استفاده می‌شود. در موارد ویروسی و آلرژیک، معمولاً از داروی خاصی استفاده نمی‌شود، اما برای بهبود تعادل از Cinnarizine, Prochlorperazin، و برای کاهش استرس از دیازپام استفاده می‌شود. بخش عمده‌ای از روند بهبودی برای بازیابی تعادل وابسته به ورزش‌های مخصوص بهبود آن است. برای مثال، با حرکت‌دادن سر به سمتی که احساس گیجی ایجاد می‌شود، می‌توان از دامنهٔ آن کاست، و در حالت پیشرفته، خیره‌شدن به یک نقطه و حرکت سر به چپ و راست و بالا و پایین در حال راه‌رفتن به عقب و جلو نقش مؤثری در بهبود تعادل دارد.